# Cristacridium
Cristacridium is een geslacht van rechtvleugeligen uit de familie veldsprinkhanen (Acrididae). De wetenschappelijke naam van dit geslacht is voor het eerst geldig gepubliceerd in 1932 door Willemse.

## Soorten
Het geslacht Cristacridium  is monotypisch en omvat slechts de volgende soort:
- Cristacridium uvarovi (Willemse, 1932)